# Bitwa pod Stockach (1799)
Bitwa pod Stockach – starcie zbrojne, które miało miejsce 25 marca 1799 roku podczas wojny Francji z drugą koalicją.

## Bitwa
Bitwa stoczona została w okolicy miasta Stockach na terytorium Badenii w Niemczech między francuską Armią Dunaju (38 000 żołnierzy) dowodzoną przez gen. Jeana Baptiste'a Jourdana a armią austriacką (46 000 żołnierzy) pod rozkazami arcyksięcia Karola. Bitwa była bardzo zacięta. Szczególnie ciężkie walki toczyły się pod wsią Nenzingen i Wahlwies. Lewe skrzydło Austriaków pod gen. Maximilianem von Merveldtem (5 brygad) skupione w zakolu rzeki Stockach całkowicie sparaliżowało wszelkie próby zwrotów zaczepnych francuskiego prawego skrzydła pod gen. Pierre'em Ferino. Kryzys nastąpił na lewym skrzydle Jourdana, gdzie stał korpus gen. Laurenta Gouviona Saint-Cyra w składzie dwóch dywizji: gen. Josepha Souhama (1., 2., 50. i 83. pułk piechoty liniowej) i François Lefebvre'a jako straży przedniej (53. i 67. pułk piechoty liniowej oraz 25. pułk piechoty lekkiej).
Austriacy stopniowo wykrwawiali siły francuskie; mogli sobie na to pozwolić, gdyż na północ od Stockach stały sile odwody (aż 7 pułków piechoty oraz 3 pułki kirasjerów i ułanów) pod komendą gen. Vincenza Kollowartha, podczas gdy Gouvion Saint-Cyr nie miał "pod ręką" już nic. Gdy arcyksiążę dostrzegł, że front francuski zaczyna się chwiać wydał rozkaz, aby dwie brygady kirasjerów i dragonów austriackich (tworzących dywizję barona von Kospotha) skoncentrowanych w drugiej linii pod Nellenberg przeprowadziły przełamującą szarżę. Jourdan zareagował desperackim uderzeniem odwodowej brygady gen. Jeana d'Hautpoula. Niestety, wypadła ona fatalnie. Co prawda 2. pułk dragonów stoczył zaciętą potyczką z pułkiem austriackich kirasjerów i ułanów i zatrzymał je na pewien czas, ale natarcie 1. pułku karabinierów zakończyło się tragicznie – gdy niemal dosięgał pułk kirasjerów austriackich, wpadł na niego rozwijający nieudolnie, zbieżną szarżę 17. pułk dragonów i oba pułki francuskie całkowicie się przemieszały. Austriacy (brygada dragońska gen. Friedricha Hessen – Hamburga) rozbili je niemal doszczętnie. Z kolei 2. pułk karabinierów nadział się na zwarte czworoboki piechoty gen. Ignatiusa Gyulaia i potraktowany salwą z niewielkiej odległości został zdziesiątkowany.
Pozbawiony świeżych odwodów i świadom, że dywizja gen. Dominique'a Vandamme'a nie zdąży na pole bitwy; Jourdan musiał w końcu uznać się za pokonanego. Wydał rozkaz do generalnego odwrotu. W jego trakcie straż tylna gen. Charles'a Lefebvre'a toczyła zacięte walki osłonowe; jej 67. pułk liniowy i 25. pułk lekki poniosły bardzo ciężkie straty i trzeba je było odbudować niemal od podstaw. Na szczęście fatalna w skutkach szarża nie zmarnowała wszystkich pułków francuskiej kawalerii. Te które ocalały wzięły na siebie ciężar osłony odwrotu pobitej armii – 1. i 27. pułk dragonów, 4. i 5. pułk huzarów oraz 1., 8. i 10. pułk strzelców konnych. Na pobojowisku pozostało ponad 4 000 żołnierzy francuskich, w tym 2 000 poległych i rannych. Taktyka austriacka, choć przyniosła efekt, okazała się w sumie bardzo kosztowna – linia francuskiego oporu w końcu zaczęła pękać, jednak zostało to opłacone stratą około 5 800 żołnierzy, w tym blisko 2 900 poległych i rannych. Porażka pod Stockach zmusiła Jourdana do odwrotu ze Schwarzwaldu z powrotem nad linię Renu w celu oparcia się plecami o tę naturalną przeszkodę. To dawało szanse na zatrzymanie austriackiej ofensywy mniejszymi siłami. Jourdan czekał na drugie spotkanie z arcyksięciem Karolem. Nie doczekał się jednak. Nieoczekiwanie dla Francuzów dalsza kampania arcyksięcia Karola skierowała się na Szwajcarię.